# Андантіно
Анданті́но (італ. andantino) в музиці — 
1. Середній темп, трохи швидший від анданте, але помірніший за модерато.
2. П'єса (або її частина) в цьому темпі.